# Andres Malatesta (taekwondo)
Andres Malatesta es un deportista peruano que compitió en taekwondo. Ganó una medalla de bronce en el Campeonato Panamericano de Taekwondo de 1992, en la categoría de +83 kg.

## Palmarés internacional
| Campeonato Panamericano | Campeonato Panamericano           | Campeonato Panamericano | Campeonato Panamericano |
| Año                     | Lugar                             | Medalla                 | Categoría               |
| ----------------------- | --------------------------------- | ----------------------- | ----------------------- |
| 1992                    | Colorado Springs (Estados Unidos) | Medalla de bronce       | +83 kg                  |